# Okręg Nyons
Okręg Nyons (fr. Arrondissement de Nyons) – okręg w południowo-wschodniej Francji. Populacja wynosi 121 tysięcy.

## Podział administracyjny
W skład okręgu wchodzą następujące kantony:
- Buis-les-Baronnies,
- Dieulefit,
- Grignan,
- Marsanne,
- Montélimar-1,
- Montélimar-2,
- Nyons,
- Pierrelatte,
- Rémuzat,
- Saint-Paul-Trois-Châteaux,
- Séderon.